# Ikura (Russia)
Ikura (in lingua russa Икура) è un centro abitato dell'Oblast' autonoma ebraica, situato nel Smidovičskij rajon.